# Won Gyun
Won Gyun (en hangul:원균, en hanja:元均) (1540—1597) fue un general del ejército y almirante de la armada coreana durante la dinastía Joseon. 

## Primeros años
Won nació en 1540 cerca de Pyeongtaek y desde temprana edad mostró su vocación para el campo militar. Después de calificar como oficial militar, fue asignado a la frontera norte para luchar en contra de los Yurchen, quienes saqueaban aldeas coreanas. Junto con Yi Il y Yi Sun Sin tuvo éxitos importantes. En 1592 fue ascendido al rango de almirante y enviado a la costa sur de la provincia de Gyeongsang al mando de la «Flota del Este», aunque su experiencia había sido en la caballería y no en la naval.

### Invasiones japonesas a Corea
En mayo de 1592 las tropas bajo el mando de Katō Kiyomasa y Konishi Yukinaga desembarcaron en la península de Corea con el objetivo de marchar al norte e invadir China. Won falló al no actuar en consecuencia a los reportes de embarcaciones japonesas cerca del territorio por lo que las tropas invasoras pudieron desembarcar sin problemas.

### Complot para remover al Almirante Yi
Debido a las habilidades estratégicas y militares del Almirante Yi, los japoneses aprovecharon las leyes militares coreanas y las usaron en su contra para quitarlo de en medio. Un doble agente encubierto que trabajaba en Corea reportó que el General Katō Kiyomasa arribaría en un lugar determinado de la costa con un gran número de tropas, e insistió en que el mismo Almirante Yi debía presentarse para emboscarlos. Yi sabía que en el área existían rocas de grandes proporciones en el fondo que perjudicarían gravemente a las embarcaciones y se negó a ir al lugar. Debido a ello, fue degradado y encarcelado por el Rey Seonjo por desacato. Su lugar fue ocupado rápidamente por el Almirante Won Gyun, quien había acusado a Yi de borracho y holgazán.
El gran historial de Yi fue factor para que no fuera condenado a la pena de muerte, aunque fue degradado y obligado a servir bajo el mando de Won Gyun como un soldado común y corriente.

## Batalla de Chilcheollyang
Después de haber remplazado al Almirante Yi, Won Gyun reunió a toda la flota coreana —la cual contaba con más de 100 barcos para estos momentos— a las afueras de Yosu para ir tras los japoneses. Sin una planeación o preparación anterior, Won Gyun y su flota salieron con rumbo a Busán. Después de un día de camino, Won Gyun fue informado de la presencia de una gran flota enemiga cerca del lugar. Por esta razón decidió ir a su encuentro rápidamente, a pesar de los reclamos de sus capitanes quienes se quejaban del cansancio de sus hombres.
Durante la Batalla de Chilcheollyang, el 28 de agosto de 1597, Won Gyun recibió el ataque sorpresa de la flota invasora, la cual utilizó el fuego de arcabuces y las técnicas de abordaje tradicional. Afortunadamente para el bando coreano, el oficial Bae Soel había huido de la escena con 13 panokseon. Estas últimas naves constituirían el total de los barcos coreanos durante varios meses. Won Gyun fue asesinado durante un enfrentamiento posterior a la batalla principal con tropas enemigas en la orilla de una isla.